# Ifrita kowaldi
L’ifrita di Kowald (Ifrita kowaldi (De Vis, 1890)) è un uccello passeriforme endemico della Nuova Guinea. È l'unica specie del genere Ifrita e della famiglia Ifritidae.
È una delle poche specie di uccelli potenzialmente velenose a causa della batracotossina presente nella sua pelle e nelle sue piume.

## Descrizione
È un passeraceo che raggiunge 16–17 cm di lunghezza e un peso di 34–36 g.
Il piumaggio è bruno sul dorso, crema sulle parti ventrali. Sul capo dei maschi è presente una corona blu e nera e un ciuffo retrooculare bianco, che è invece giallo nelle femmine.

## Biologia

### Alimentazione
Ha una dieta prevalentemente insettivora, occasionalmente frugivora.

### Riproduzione
La stagione riproduttiva va da agosto a novembre.

### Tossicità
L'ifrita di Kowald è una delle poche specie di uccelli potenzialmente velenose. La sua pelle e le sue piume contengono batracotossina, un potente alcaloide neurotossico; l'ifrita ricava la tossina dai coleotteri del genere Choresine (Melyridae) di cui si ciba.

## Tassonomia
La esatta collocazione tassonomica di questa specie è sempre stata controversa: storicamente ne è stata proposta l'attribuzione alle famiglie Corvidae o Monarchidae, e a lungo è stata considerata come incertae sedis. Recentemente (ottobre 2014) il Congresso Ornitologico Internazionale ha ritenuto più appropriato collocarla in una famiglia a sé stante (Ifritidae).
Sono note due sottospecie:
- Ifrita kowaldi kowaldi, sottospecie nominale diffusa nella parte centro-orientale della Nuova Guinea
- Ifrita kowaldi brunnea, diffusa nella parte occidentale della Nuova Guinea.